# Гетто в Бабиновичах (Лиозненский район)
Гетто в Баби́новичах (сентябрь 1941 — март 1942) — еврейское гетто, место принудительного переселения евреев деревни Бабиновичи Лиозненского района Витебской области и близлежащих населённых пунктов в процессе преследования и уничтожения евреев во время оккупации территории Белоруссии войсками нацистской Германии в период Второй мировой войны.

## Оккупация Бабиновичей и создание гетто
В 1926 году в Бабиновичах проживало 332 еврея (32.1 % жителей), а перед Великой Отечественной войной евреи составляли половину населения местечка.
Не успели эвакуироваться примерно 60-70 евреев, но кроме них в местечке к моменту оккупации оказались ещё и те евреи, которые приехали сюда из других городов на отдых или уже спасаясь от немцев.
22 июля 1941 года немецкие войска заняли Бабиновичи, и оккупация продлилась до 25 октября 1943 года. Заняв местечко, немцы сразу же расклеили листовки: «За укрывательство евреев — расстрел». Начальником полиции вызвался быть Петр Шецкий.
Немцы очень серьёзно относились к возможности еврейского сопротивления, и поэтому в первую очередь убивали в гетто или ещё до его создания евреев-мужчин в возрасте от 15 до 50 лет — несмотря на экономическую нецелесообразность, так как это были самые трудоспособные узники. По этой причине в конце сентября — начале октября 1941 года гитлеровцы отобрали молодых здоровых евреев-мужчин (человек 16-17, среди них врач по фамилии Руман), и убили их около кладбища. После «акции» (таким эвфемизмом нацисты называли организованные ими массовые убийства) полицаи заставили нескольких крестьян закопать тела, и убили их тоже как свидетелей.
Реализуя нацистскую программу уничтожения евреев, немцы создавали гетто почти во всех городах и населённых пунктах Беларуси, где проживало еврейское население. Так и в Бабиновичах оккупанты согнали евреев в гетто, состоящее из нескольких домов. Евреев использовали на работах и безнаказанно издевались над ними. Из сохранившихся свидетельств известно, например, что над молодой учительницей-еврейкой полицаи долго издевались, как хотели, а потом убили.

## Уничтожение гетто
В феврале 1942 года немцы и полицаи выгнали всех евреев из гетто и погнали по льду через Зеленинское озеро на противоположный берег к острову.
После этого были и ещё расстрелы. Писатель Борис Черняков писал: «Я видел трупы двадцати пяти евреев из местечка Бабиновичи, которых немцы разбросали на пути от Бабиновичей до Лиозно». В марте 1942 года в Бабиновичах было расстреляно 16 евреев.

## Память
Известны имена некоторых из жертв геноцида евреев в Бабиновичах: Афроим Двоскин, расстрелянный с женой и дочкой, жена и четверо детей заготовителя Сыркина. Марк Иосифович Хейфец, уроженец Бабиновичей, вспоминал: «Я вспоминаю дядю Хаима и тетю Бейлю, 90-летних стариков. Их забили немцы оружейными прикладами в родном местечке Бабиновичи морозной зимой…».
В братской могиле на окраине Бабиновичей похоронены мужчины-евреи, и на табличке памятника написано: «Жертвам фашизма 1941 года отцу и брату Певзднеру и другим. Память о Вас в наших сердцах. Печерские».